# 인천광역시 부교육감
인천광역시 부교육감은 인천광역시교육감을 보좌하여 인천광역시교육청의 사무를 지휘·감독하며, 교육감 사고시 그 직무를 대행하는 고위공무원이다.
부교육감은 나급 상당의 국가직 고위공무원으로 보한다.

## 역대 부교육감
| 선출방식    | 대수 | 이름   | 임기                               | 비고                                |
| ----------- | ---- | ------ | ---------------------------------- | ----------------------------------- |
| 교육부 파견 | 1대  | 이종인 | 1991년 8월 17일 ~ 1994년 3월 3일   |                                     |
| 교육부 파견 | 2대  | 김종석 | 1994년 3월 4일 ~ 1995년 12월 31일  |                                     |
| 교육부 파견 | 3대  | 한상우 | 1996년 1월 1일 ~ 1997년 1월 14일   |                                     |
| 교육부 파견 | 4대  | 차현직 | 1997년 1월 15일 ~ 1997년 9월 8일   |                                     |
| 교육부 파견 | 5대  | 이병수 | 1997년 9월 9일 ~ 1999년 6월 3일    |                                     |
| 교육부 파견 | 6대  | 장기원 | 1999년 6월 4일 ~ 2000년 8월 16일   |                                     |
| 교육부 파견 | 7대  | 우형식 | 2000년 8월 17일 ~ 2001년 1월 28일  |                                     |
| 교육부 파견 | 8대  | 변창률 | 2001년 1월 29일 ~ 2001년 8월 7일   |                                     |
| 교육부 파견 | 9대  | 노승회 | 2001년 8월 8일 ~ 2003년 5월 5일    |                                     |
| 교육부 파견 | 10대 | 정석구 | 2003년 5월 6일 ~ 2004년 6월 14일   |                                     |
| 교육부 파견 | 11대 | 김남일 | 2004년 6월 15일 ~ ?                |                                     |
| 교육부 파견 | 12대 | ?      | ? ~ 2007년 12월 31일               |                                     |
| 교육부 파견 | 13대 | 정연한 | 2008년 1월 1일 ~ 2009년 5월 31일   |                                     |
| 교육부 파견 | 14대 | 권진수 | 2009년 6월 1일 ~ 2010년 3월 3일    | 2009년 7월 16일부터 교육감 권한대행 |
| 교육부 파견 | 15대 | 변광화 | 2010년 3월 4일 ~ 2010년 9월 16일   | 2010년 6월 30일까지 교육감 권한대행 |
| 교육부 파견 | 16대 | 이종원 | 2010년 9월 17일 ~ 2013년 4월 9일   |                                     |
| 교육부 파견 | 17대 | 구자문 | 2013년 4월 10일 ~ 2014년 12월 31일 |                                     |
| 교육부 파견 | 18대 | 박융수 | 2015년 1월 1일 ~ 2018년 3월 15일   | 2017년 12월 7일부터 교육감 권한대행 |
| 교육부 파견 | 19대 | 장우삼 | 2018년 3월 16일 ~ 2022년 12월 31일 | 2018년 6월 30일까지 교육감 권한대행 |
| 교육부 파견 | 20대 | 김환식 | 2022년 12월 31일 ~ 2023년 11월 1일 |                                     |
| 교육부 파견 | 21대 | 이상돈 | 2023년 11월 1일 ~                  |                                     |